# Robert Fisker
Robert Marinus Fisker (25. august 1913 i København – 25. november 1991) var en dansk forfatter, der ofte skrev bøger med et historisk indhold. Robert Fisker arbejdede som fabriksarbejder, kontorist og endelig lærer.
Han tog lærereksamen i 1943, og gennem sin dagligdag på skolen fik Fisker indsigt i børns sind og problemer, hvorfor mange af hans bøger er letlæselige og skrevet til børn med læsevanskeligheder.
Robert Fisker gjorde børn fortrolige med danmarkshistorien gennem romanserien om Mikkel Ravn, hvis fem bind foregår i 1300-tallet, og med besættelsen gennem 4 romaner om modstandskampen, bl.a. For frihedens skyld fra 1957. 
I Eventyr På Hærvejen fra 1979 (oprindeligt udgivet som Sønderud og Hjem i 1946) gav Fisker et indblik i studedrift ned gennem Jylland til markedet i Husum i Tyskland (efter Danmarks nederlag i 1864) og de vilkår, almindelige bønder levede under omkring 1870. Bogen følger den 15-årige Morten fra Mors, der får muligheden for at avancere fra karl på en gård til studedriver, og som mange andre af Fiskers bøger er den en kombination af drama og historisk portræt. Det samme gælder Skibene Med De Røde Vinger fra 1975, der foregår i bronzealderens Jylland og handler om trælle, høvdinger, bosteder, skibsfart og rav-handel med Middelhavets lande.
Han skrev bl.a. bogserierne om gråspurveungen Peter Pjusk og kattekillingen Lille Pjok, og desuden Jul i Gammelby sammen med Franz Berliner og Jørn Birkholm.